# Tomasz Drozdowicz
Tomasz Drozdowicz (ur. 29 stycznia 1963 w Warszawie) – polski reżyser, scenarzysta i producent.
Absolwent reżyserii Wydziału Radia i Telewizji Uniwersytetu Śląskiego w Katowicach. Autor licznych filmów dokumentalnych. W 2007 zadebiutował jako reżyser filmu fabularnego Futro.

## Filmografia
reżyser
- 1994: Nazukoz, czyli z biegiem sprząśli (film dokumentalny)
- 1994: Książę Ksawery Drucki Lubecki (widowisko telewizyjne)
- 1996: Dom wielki jak zamek (film dokumentalny)
- 1999: Saga rodu Ganzegal (serial fabularny)
- 2007: Futro (film fabularny)
- 2007: Zniewolony teatr. Kresy wschodnie (film dokumentalny)
- 2008: Tarnów. Droga do niepodległości (film dokumentalny)
- 2010: Kolba, na szczęście! (film dokumentalny)
- 2012: Zupa na puentach (film dokumentalny)
- 2018: Koncert na dwoje (film dokumentalny)[2][3]
- 2018: Człowiek, który zatrzymał Rosję (spektakl telewizyjny)
- 2021: Baniorze (film dokumentalny)

scenarzysta
- 1994: Nazukos, czyli z biegiem sprząśli
- 2008: Tarnów. Droga do niepodległości
- 2018: Człowiek, który zatrzymał Rosję (spektakl telewizyjny)

producent
- 2007: Futro
- 2007: Schronienie (film dokumentalny)
- 2007: Wróżka z getta (film dokumentalny)
- 2018: Koncert na dwoje (film dokumentalny)

## Nagrody
- 2018: Nagroda Publiczności na 34 Warszawskim Międzynarodowym Festiwalu Filmowym w kategorii „filmu dokumentalnego” dla Koncertu na dwoje[4].
- 2019: Nagroda Specjalna Przewodniczącego Komitetu Organizacyjnego Festiwalu Filmu Polskiego w Chicago dla Koncertu na dwoje
- 2020: Nominacja do Orła w kategorii „najlepszy film dokumentalny” dla Koncertu na dwoje